# Vinaphone
Vinaphone est un opérateur de réseau mobile dont le siège est à Hanoï au Viêt Nam,.  

## Présentation
En 2019, Vinaphone est le deuxième plus grand réseau de téléphonie mobile au Việt Nam, avec 21% des parts de marché. 
Viettel, le plus grand opérateur de téléphonie mobile, détient 60% des parts de marché tandis que Mobifone en détient 18 %.